# Sven Schütte

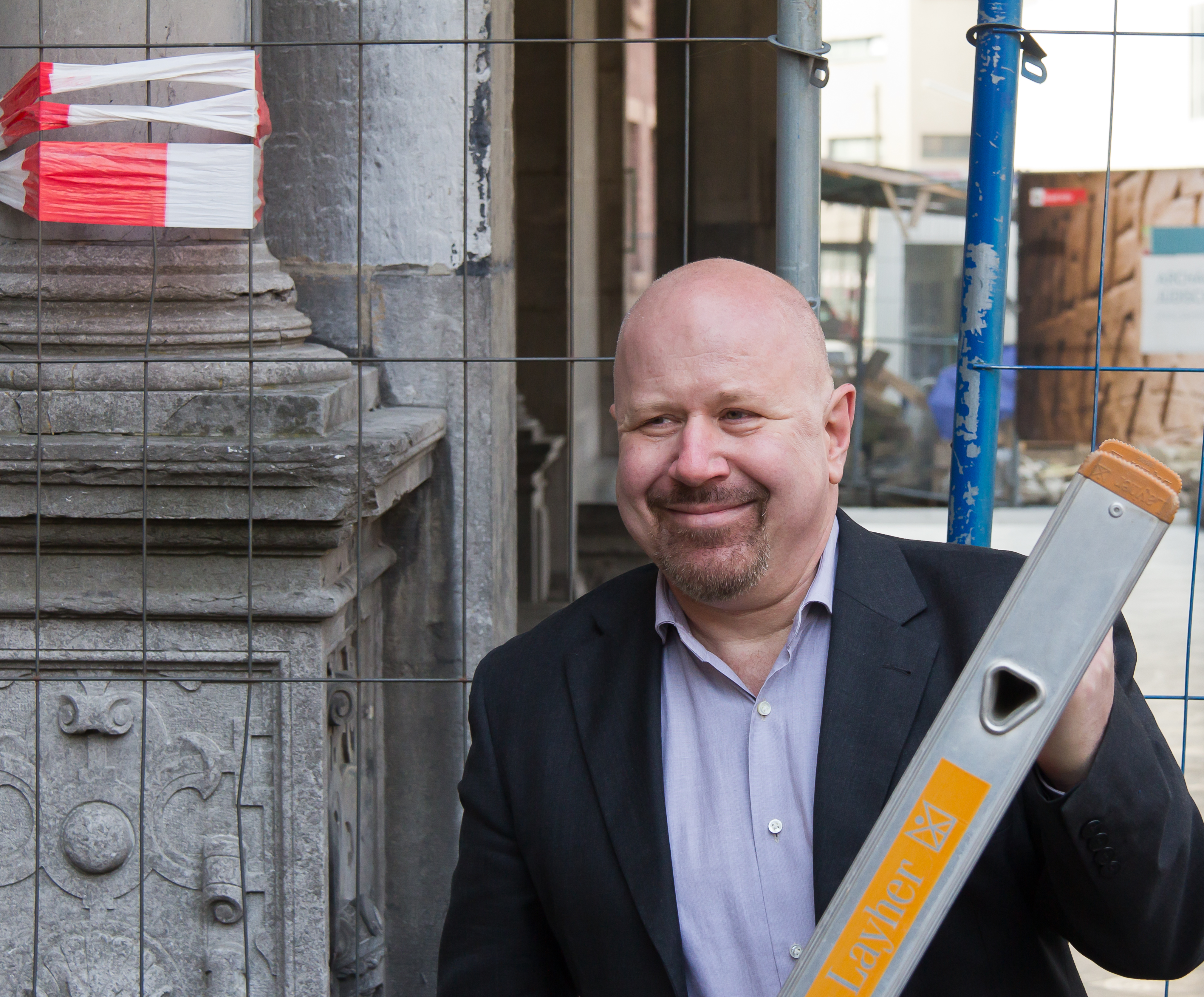
Sven Schütte in Köln (2012)

Sven Schütte (* 1953) ist ein deutscher Mittelalterarchäologe, Bau- und Kunsthistoriker sowie ehemaliger Leiter am Amt für Archäologische Bodendenkmalpflege der Stadt Köln.

## Leben
Bereits als Schüler arbeitete Schütte seit 1969 am Niedersächsischen Landesmuseum Hannover und seit 1972 in der ehrenamtlichen Bodendenkmalpflege. Er war 1974 der erfolgreichste Teilnehmer des Wettbewerbs Jugend forscht als Bundessieger Geo- und Raumwissenschaft und mit dem Sonderpreis der Deutschen Forschungsgemeinschaft für eine interdisziplinäre Forschungsarbeit ausgezeichnet. Er studierte als Gasthörer vor dem Abitur seit 1972 in Hannover bei Klaus Raddatz und danach von 1974 bis 1979 Ur- und Frühgeschichte, Klassische Archäologie, Ethnologie und Bodenkunde an der Universität Göttingen. Seit 1973 publizierte Schütte, unter anderem in den Nachrichten aus Niedersachsens Urgeschichte. 1979 erwarb er den Magister Artium (M.A.) und wurde wissenschaftlicher Mitarbeiter des Städtischen Museums Göttingen als Stadtarchäologe. Bereits seit 1975 führte er Ausgrabungen der Altstadt Göttingens durch.

### Stadtarchäologe in Göttingen
Nach dem Inkrafttreten des Niedersächsischen Denkmalschutzgesetzes wurde die Stadtarchäologie in Göttingen als Untere Denkmalschutzbehörde für Archäologie verselbständigt. Schütte begründete damit die Göttinger Stadtarchäologie und war vom 1. April 1979 an der erste Kommunalarchäologe in Niedersachsen. Seine Dienststelle erhielt 1985 ein eigenes Dienstgebäude in der Rote Straße. Er publizierte über 80 Einzelbeiträge zur Göttinger Stadtarchäologie und zu Grabungen im Zusammenhang mit profanen und kirchlichen Bauten Göttingens. Schütte begann in der Stadt erstmals mit systematischen multidisziplinären Untersuchungen nach dem Vorbild der Schweizer „Monumentenarchäologie“, die nicht zwischen Untergrund und aufgehendem Bauwerk unterscheidet. Er wirkte außerdem in der historischen Bauforschung an oberirdischen Baudenkmalen in Göttingen und nahm erste systematische dendrochronologische Untersuchungen an mittelalterlichen Häusern (wie dem Alten Rathaus und fast allen Göttinger Stadtkirchen) vor. 
Methodisch legte er die Grundlagen einer verstetigten und systematischen Stadtforschung und initiierte erstmals eine flächendeckende Zusammenarbeit mit der Schriftquellenforschung. 
Schütte begründete die Schriftenreihe der heutigen „Mitteilungen der Deutschen Gesellschaft für Archäologie des Mittelalters und der Neuzeit“. 
1990 wurde Sven Schütte an der Universität Hamburg mit einer Arbeit zum mittelalterlichen Kunsthandwerk und zur Baugeschichte der Marktkirche St. Johannis in Göttingen bei Günter Fehring promoviert.

### Wirken in Köln und Aachen
Von 1990 an übernahm Schütte während 35 Semestern Lehraufträge an der Universität zu Köln. Daneben erhielt er Lehraufträge von der Universität Göttingen.
Im November 1991 wurde Schütte Leiter am Amt für Archäologische Bodendenkmalpflege der Stadt Köln. Nach seinem Weggang aus Göttingen wurde seine dortige Dienststelle, die Untere Denkmalschutzbehörde, dem Bauamt der Stadt untergeordnet und verlor an Bedeutung. Das Kölner Amt für Archäologische Bodendenkmalpflege wurde nach der Entlassung Hiltrud Kiers aus den Ämtern der Generaldirektorin der Kölner Museen und der Leiterin der Kölner Bodendenkmalpflege, die mit dem Amtsantritt Kiers (1990) aus dem Römisch-Germanischen Museum gelöst und in eine eigenständige Behörde umgewandelt worden war, im August 1994 wieder Teil des Römisch-Germanischen Museums.
Von 1996 bis 2003 war Schütte am Kölnischen Stadtmuseum in der Abteilung für Sachkultur des Mittelalters tätig.
Seit den 1990er Jahren veröffentlichte er zahlreiche Aufsätze zur Kölner Stadtgeschichte, oft in interdisziplinärer Zusammenarbeit mit Marianne Gechter. Nach 1995 wurde weder das von ihm begonnene Projekt eines historischen Kellerkatasters noch die Schriftenreihe zur Kölner Bodendenkmalpflege („Archäologie in Köln“) weitergeführt. Die Neuordnung des Archivs der Bodendenkmalpflege nach amtlichem Flurverzeichnis NRW wurde rückgängig gemacht.
Von 1999 bis 2003 führte Schütte Forschungen am Thron Karls des Großen im Auftrag des Aachener Domkapitels durch, zunächst im Rahmen des Ausstellungsprojekts „Könige in Aachen – Geschichte und Mythos, 2000“.
Von 2006 bis 2013 war Schütte Leiter des Projekts der Archäologischen Zone und des Jüdischen Museums in Köln. Von 2007 bis 2013 grub er mit seinem Team nahezu 90 % des jüdischen Viertels und Teile des Prätoriums aus. Es handelt sich um die einzige gründliche Untersuchung eines derartigen Stadtquartiers in Europa. Die Ergebnisse stellte Schütte international wirksam in Publikationen und Vorträgen dar. Ein besonderes Verdienst bildet die Untersuchung von rund 300.000 Schieferfragmenten, bei denen ein Bestand von fast 200 einzigartigen Texten und Bildern aus der Zeit vor 1349 zutage trat, darunter der bislang älteste in Deutschland aufgefundene literarische Text in jiddischer Sprache.
Vor allem an den Kosten der Grabungen wurde in Köln Kritik geübt, die unter anderem über die örtliche Presse ausgetragen wurde. Dies führte zu mehr als 100 negativen Berichten in Kölner Zeitungen, während die überregionale Presse positiv berichtete. Schütte setzte sich den Angriffen mit juristischen Mitteln zur Wehr und wurde 2013 auf Betreiben des Oberbürgermeisters und des Landschaftsverbandes Rheinland von der Projektleitung entbunden. Auslöser der Abberufung war ein Bericht in der israelischen Tageszeitung Haaretz, in der Schütte Kritikern „latenten Antisemitismus“ vorwarf. Ersatzweise wurde Schütte bis zu seiner Pensionierung 2019 mit der „wissenschaftlichen Ausarbeitung“ der archäologischen Funde beim U-Bahn-Bau am Kölner Heumarkt betraut.
Schütte führte mit seinen Mitarbeitern zahlreiche wichtige Untersuchungen durch, insbesondere zur Stadttopographie Kölns seit den Anfängen mit einer Neudatierung von Teilen des sogenannten Ubiermonuments auf das Jahr der Varusschlacht 11 n. Chr.; Klärung von Fragen zum Übergang zwischen Antike und Mittelalter; Untersuchungen an wichtigen frühen Kirchenbauten (z. B. St. Gereon, St. Kunibert, St. Pantaleon, St. Maria im Kapitol); zur mittelalterlichen Bautentopographie (Albansviertel, Lyskirchen in Köln); zu einem möglichen frühen Erdbeben in Köln; zum römischen Abwassersystem Kölns; zur Forschungsgeschichte der Kölner Archäologie.
2020 wurde Schütte in das Tutorialprogramm der Historians of Netherlandish Art aufgenommen.

## Ehrungen
- 1977 Bundessieger „Jugend forscht“ im Bereich Geo- und Raumwissenschaften und Sonderpreis der Deutschen Forschungsgemeinschaft für eine Interdisziplinäre Forschungsarbeit[15]

## Schriften (Auswahl)
- Funde der Vorrömischen Eisenzeit und der Römischen Kaiserzeit aus Helstorf, Kreis Neustadt am Rübenberge. Nachrichten aus Niedersachsens Urgeschichte 42, 1973.
- mit Heinz Kirchhoff (Hrsg.): Muttergottheiten und Fruchtbarkeitsidole von der Steinzeit bis zur Gegenwart. Sammlung Heinz Kirchhoff. Eine Ausstellung der Universität und des Städtischen Museums Göttingen vom 3.12.1978–14.1.1979. Göttingen 1979.
- Schätze aus stillen Örtchen. In: Geo, Heft 1/1983, S. 84–94.
- 5 Jahre Stadtarchäologie – Das neue Bild des alten Göttingen. Stadt Göttingen 1984 (Hrsg. Stadt Göttingen 1984).
- mit Klaus Grote: Stadt und Landkreis Göttingen (= Führer zu archäologischen Denkmälern in Deutschland. Band 17). Theiss, Stuttgart 1988. ISBN 978-3806205442.
- Handwerk in kirchlicher Abhängigkeit um 1300. Beiträge zur Baugeschichte, Archäologie und Kulturgeschichte einer Werkstatt auf der Pfarrparzelle und der zugehörigen Marktkirche St. Johannis in Göttingen. Dissertation, Hamburg 1990.
- mit Marianne Gechter: Ursprung und Voraussetzungen des Kölner Rathauses. In: Stadtspuren. Bd. 26, Köln 2000, S. 69–195, ISBN 3-7616-1391-1.
- Die frühe Entwicklung der hochmittelalterlichen Gründungsstadt – Mythos und Erkenntnis. In: Die vermessene Stadt. Mittelalterliche Stadtplanung zwischen Mythos und Befund. Mitteilungsblatt der Deutschen Gesellschaft für Archäologie des Mittelalters 2003. ISSN 1619-1439.
- Forschungen zum Aachener Thron. In: Domkapitel Aachen (Hrsg.): Europäische Vereinigung der Dombaumeister, Dombaumeistertagung 2009, S. 177–190.
- Peter Paul Rubens’ Die Madonna Moretus. Katalog Domschatzkammer Aachen 2000.
- mit S. Schreiber, K.-G. Hinzen, S. K. Reamer: Interdisciplinary Studies in the Archaeological Zone Cologne (Germany). 31th ESC General Assembly, Hersonissos, Greece.
- Fouilles récentes dans le quartier juif médiéval de Cologne. In: P. Salmona, L. Segal (Hrsg.): L’archéologie du Judaisme en France et en Europe. 2011, S. 93–101, ISBN 978-2-7071-6694-4.
- mit Marianne Gechter (Hrsg.): Köln: Archäologische Zone/Jüdisches Museum. Von der Ausgrabung zum Museum – Kölner Archäologie zwischen Rathaus und Praetorium. Ergebnisse und Materialien 2006–2012. Stadt Köln, Archäologische Zone, Köln 2012. ISBN 978-3-9812541-1-2.